# Erioptera biarmata
Erioptera biarmata är en tvåvingeart som beskrevs av Alexander 1934. Erioptera biarmata ingår i släktet Erioptera och familjen småharkrankar. Inga underarter finns listade i Catalogue of Life.